# Pica-pau-barrado
Pica-pau-ondulado ou pica-pau-barrado (Celeus undatus) é um pica-pau amazônico, que habita matas de terra firme. Tal ave chega a medir até 20 cm de comprimento, com a plumagem geral castanha, dorso, asas, uropígio e cauda barrados de negro. Também é conhecida pelo nome de ipecupinima.